# Факультет экспериментальной и теоретической физики МИФИ
Факультет экспериментальной и теоретической физики — факультет МИФИ.
Создан 21 мая 1955 года под названием «Факультет теоретической и экспериментальной физики» при разделении единого инженерно-физического факультета (на нынешние Т и Ф). 25 мая 1957 года переименован в «Факультет экспериментальной и теоретической физики (ЭТФ)».
Декан факультета — доктор физико-математических наук, профессор Беляев Владимир Никитич.

## О факультете
Факультет готовит студентов по квалификациям инженер-физик (обучение — 5.5 лет), медицинский физик (5 лет), математик (5.5 лет), факультет также выпускает студентов со степененью бакалавр физики (4 года) и магистр физики (6 лет).

## Кафедры
На факультете работают 5 общеобразовательных кафедр: 
- 30 Высшей математики Подробнее
- 6 Общей физики
- 23 Специальной физики
- 50 Иностранных языков
- 54 Философии

и 14 профилирующих кафедр:
- 1  Кафедра радиационной физики и безопасности атомных технологий
- 7  Кафедра экспериментальной ядерной физики
- 11 Кафедра экспериментальных методов ядерной физики
- 21 Кафедра физики плазмы
- 31 Кафедра прикладной математики
- 32 Кафедра теоретической ядерной физики
- 35 Кафедра медицинской физики
- 37 Кафедра квантовой электроники
- 77 Кафедра компьютерного моделирования и физики наноструктур и сверхпроводников
- 40 Кафедра физики элементарных частиц
- 59 Кафедра проблем экспериментальной физики
- 60 Кафедра физики экстремальных состояний вещества
- 67 Кафедра физики наноразмерных гетероструктур и СВЧ-наноэлектроники
- 81 Кафедра физики микро- и наносистем

## Обучение
Научная и педагогическая деятельность факультета формируется при активном участии академиков РАН А. Н. Скринского, А. М. Балдина, Н. Г. Басова, В. И. Гольданского, Ю. М. Кагана, Б. Б. Кадомцева, Л. Б. Окуня. Из 460 преподавателей факультета более 120 — доктора наук. Две ведущие научные школы России возглавляются профессорами факультета, членами-корреспондентами РАН Ю. Г. Абовым и Л. П. Феоктистовым. Особенностью обучения на факультете является подготовка студентов по индивидуальным планам как на базе университета, так и в филиалах кафедр в ведущих научных центрах страны: Физическом институте РАН, Российском научном центре «Курчатовский институт», Объединенном институте ядерных исследований (г. Дубна) и др.
Факультет ведет подготовку по специальностям и направлениям:
- 010400 - Прикладная математика и информатика
- 010900 - Прикладные математика и физика
- 011200 - Физика
- 140800 - Ядерные физика и технологии
- 141403 - Атомные станции: проектирование, эксплуатация и инжиниринг
- 141405 - Технология разделения изотопов и ядерное топливо

## Международное сотрудничество
Ученые, стажеры и аспиранты принимают активное участие в выполнении научных национальных программ в рамках международного сотрудничества с Европейским центром ядерных исследований (CERN), Немецким электронным синхротроном (DESY), Сверхпроводящим суперколлайдером (SSC, США), Брукхейвенской национальной лабораторией (BNL, США), Фотонной фабрикой (КЕК, Япония) и др. 

## Источник
- Официальный сайт МИФИ